# Mỏ rộng hung
Mỏ rộng hung (Serilophus lunatus) là một loài chim trong họ Eurylaimidae.

## Tham khảo

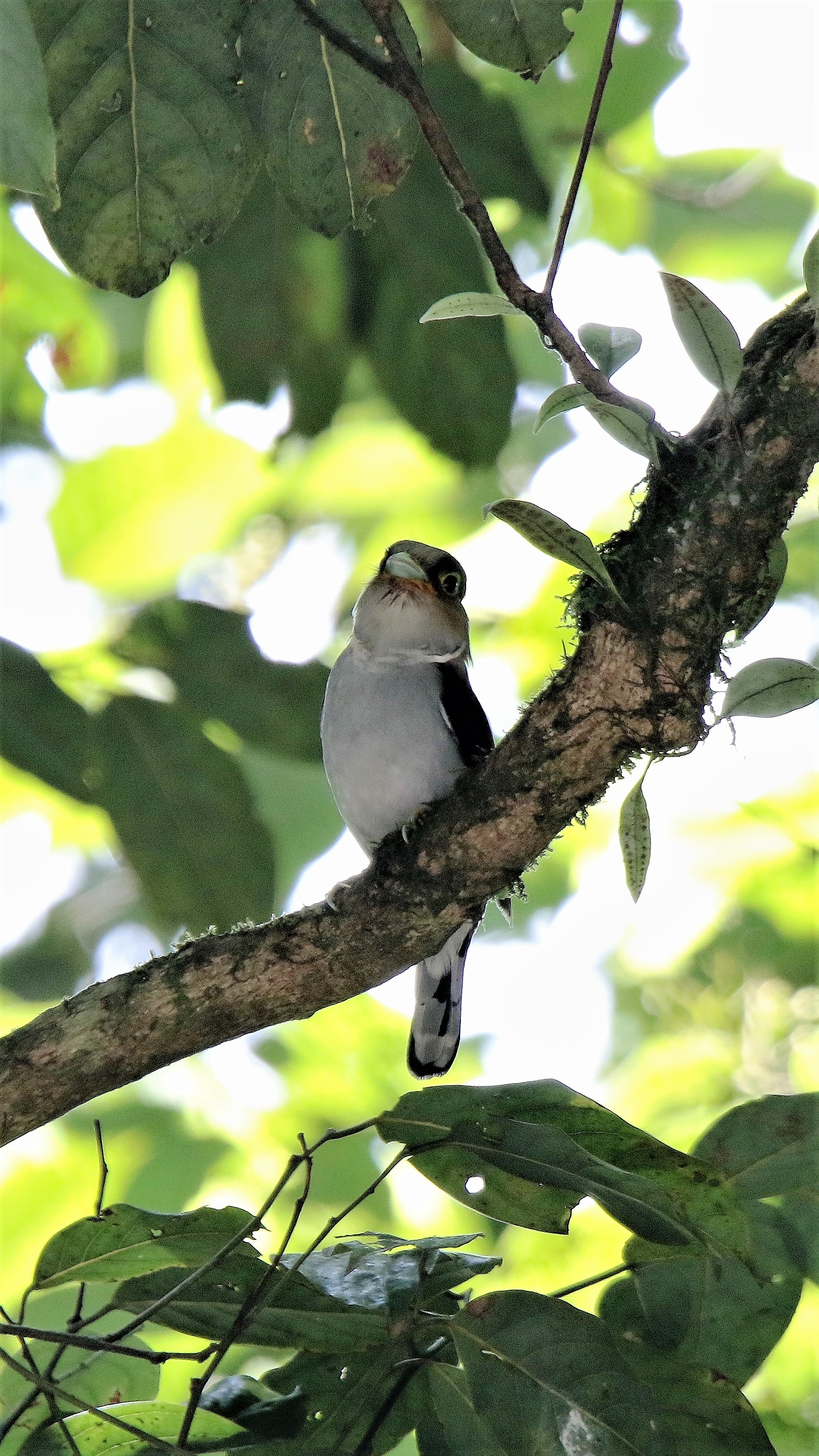